# توم رايت (مسير رياضي)
توم رايت (بالإنجليزية: Tom Wright)‏ هو مسير رياضي أمريكي، ولد في 1953 في تورونتو في كندا.